# Бессарабский протокол
Бессарабский протокол, также Парижский протокол (рум. Tratatul de la Paris) 1920 года — договорной акт относительно объединения Бессарабии с Румынией, подписанный Румынией и основными союзными державами того времени (Франция, Великобритания, Италия и Япония), целью которого было признание суверенитета Румынии над регионом. Однако договор так и не вступил в силу, поскольку Япония не ратифицировала его.
27 марта (9 апреля) 1918  года, в период гражданской войны в России, бессарабский законодательный орган (Сфатул Цэрий), находящийся под давлением румынских войск, проголосовал за присоединение края к Румынии — акт, расцененный советской стороной как румынское вторжение.
Как и в случае с Версальским договором, договор 1920 года содержал устав Лиги Наций, в результате чего был отклонён США. Первоначально Соединённые Штаты отказались подписать протокол на том основании, что правительство России не было представлено на конференции по договору.
Протокол 28 октября 1920 года  признавал аннексию Бессарабии Румынией, правительство которой приняло одностороннее решение о присоединении Бессарабии, нарушив тем самым соглашение с РСФСР 1918 года. Эта оккупация была признана Великобританией, Францией и Италией, но Япония, подписав протокол, не ратифицировала его, а Советский Союз никогда не признавал объединения.
Отказ Японии от ратификации договора значил то, что договор так и не вступил в силу. Действия Японии стали результатом секретного соглашения, который был дополнением к государственному договору, заключённому между Японией и Советским Союзом в 1925 году.

## Внешние ссылки
- Текст договора (англ.) в «Australian Treaty Series»